# Глембочино
Глембочино — деревня в Себежском районе Псковской области России.
Входит в состав сельского поселения Себежское.

## География
Находится на юго-западе региона, на северном берегу озера Глубокое или Глембочино, в 15 км к югу от города Себеж.

## Население
| 2001 | 2002 | 2010 |
| ---- | ---- | ---- |
| 347  | ↘288 | ↘182 |

Численность населения деревни по оценке на начало 2001 года составляла 347 жителей.
Согласно результатам переписи 2002 года, в национальной структуре населения русские составляли 89 % от общей численности населения в 288 чел..

## История
С января 1995 до июля 2010 года деревня была административным центром ныне упразднённой Глембочинской волости.

## Инфраструктура
Действовала администрация Глембочинской волости.

## Транспорт
Автодорога регионального уровня 58К-558 «Себеж — Глубочица — Граница с республикой Беларусь».